# Fundación de los Benedictinos de Lazkao
La Fundación de los Benedictinos de Lazkao (en euskera: Lazkaoko Beneditarren Fundazioa) es una institución que tiene como objetivo custodiar, ampliar, desarrollar y poner a disposición de la sociedad el denominado Fondo de los Benedictinos de Lazcano.

## Historia
La fundación se constituyó el 28 de enero de 2011 y consta de tres miembros: los Benedictinos de Lazcano, la Diputación Foral de Guipúzcoa y el Ayuntamiento de Lazcano. La fundación está dirigida por el monje benedictino Juan José Agirre Begiristain y presidida por Rufino Múgica Mendia, prior de los Benedictinos de Lazcano.
El objetivo de la fundación consiste en custodiar el conjunto de publicaciones periódicas, archivos y colecciones de todo tipo (carteles, pegatinas…) recopiladas por Juan José Agirre desde la década de 1970 hasta la actualidad, y en dar continuidad a su labor. 
La sede de la fundación se encuentra en Lazcano, al lado del Monasterio de los Benedictinos.

## Fondos
Los fondos de la fundación pueden dividirse en cuatro secciones: la hemeroteca, las colecciones documentales, los archivos y los carteles/pegatinas. Todos los fondos son de temática vasca, y resultan imprescindibles para conocer los últimos 40 años de la historia del País Vasco. 
La hemeroteca consta de 6.000 títulos, desde el siglo XIX hasta la actualidad. Destacan, entre otras, las publicaciones políticas de las décadas de 1970 y 1980, las que aparecieron en el exilio y en la clandestinidad durante la época de Franco, las publicaciones locales o las anteriores a la guerra civil.
En la fundación se guardan más de 80 colecciones documentales, formadas por Agirre a lo largo del tiempo: colecciones políticas, colecciones relacionadas con el mundo del trabajo, y colecciones del ámbito social y cultural. En ellas encontramos octavillas, panfletos, recortes de prensa, comunicados, calendarios…, así como documentación interna. Destacan sobre todo las colecciones de carácter político de las décadas de 1970 y 1980.
La fundación posee archivos donados por diferentes personas e instituciones. Todos ellos son reflejo de la historia contemporánea del País Vasco. 
La fundación también guarda alrededor de 22.000 carteles. Agirre comenzó su recopilación a mediados de la década de 1970, fue pionero en esa labor, y es por ello que muchos de los carteles no pueden  localizarse en ningún otro lugar, especialmente los carteles políticos de las décadas de 1970 y 1980. Por lo demás, en la fundación hay carteles de todo tipo: sindicales, ecologistas, feministas, antimilitaristas, culturales… Finalmente, la fundación guarda también más de 25.000 pegatinas.